# Georgië op het Junior Eurovisiesongfestival 2012
Georgië nam deel aan het Junior Eurovisiesongfestival 2012 in Amsterdam, Nederland. Het was de 6de deelname van het land op het Junior Eurovisiesongfestival. GPB was verantwoordelijk voor de Georgische bijdrage voor de editie van 2012.

## Selectieprocedure
Op 5 juli 2012 maakte de Georgische openbare omroep bekend dat The Funkids het Kaukasische land zouden vertegenwoordigen op het tiende Junior Eurovisiesongfestival. Met welk nummer de groep naar Amsterdam trekt, werd pas duidelijk op 11 oktober 2012. De titel van het nummer was Funky lemonade.

## In Amsterdam
Op maandag 15 oktober werd er geloot voor de startvolgorde van het Junior Eurovisiesongfestival 2012. Georgië was als tiende van twaalf landen aan de beurt, na uiteindelijke winnaar Oekraïne en voor Moldavië. Aan het einde van de puntentelling stond Georgië op de tweede plek.